# Dopolavoro Aziendale Alfa Romeo 1941-1942
Questa voce raccoglie le informazioni riguardanti il Dopolavoro Aziendale Alfa Romeo nelle competizioni ufficiali della stagione 1941-1942.

## Rosa
| N. |                   | Ruolo | Calciatore           |
| -- | ----------------- | ----- | -------------------- |
|    | Italia (bandiera) | C     | Giuseppe Andrei      |
|    | Italia (bandiera) | C     | Nello Bechelli       |
|    | Italia (bandiera) | A     | Bruno Bianchi        |
|    | Italia (bandiera) | A     | Vittorio Bonifacio   |
|    | Italia (bandiera) | A     | Giovanni Caretta     |
|    | Italia (bandiera) | A     | Carlo Cremascoli     |
|    | Italia (bandiera) | A     | Luigi Dossi          |
|    | Italia (bandiera) | C     | Luigi Frigerio       |
|    | Italia (bandiera) | A     | Giulio Gatti         |
|    | Italia (bandiera) | C     | Giuseppe Geddo       |
|    | Italia (bandiera) | D     | Paolo Giustacchini   |
|    | Italia (bandiera) | A     | Emilio Leonardi      |
|    | Italia (bandiera) | C     | Leonida Lucchetta    |
|    | Italia (bandiera) | D     | Pietro Maestroni     |
|    | Italia (bandiera) | A     | Ermelindo Magugliani |

| N. |                   | Ruolo | Calciatore        |
| -- | ----------------- | ----- | ----------------- |
|    | Italia (bandiera) | A     | Giovanni Marin    |
|    | Italia (bandiera) | C     | Silvio Misani     |
|    | Italia (bandiera) | D     | Giovanni Moneta   |
|    | Italia (bandiera) | A     | Carmelo Nicolardi |
|    | Italia (bandiera) | D     | Antonio Nogara    |
|    | Italia (bandiera) | C     | Ludovico Pagani   |
|    | Italia (bandiera) | A     | Piero Pozzi       |
|    | Italia (bandiera) | P     | Oreste Rabelli    |
|    | Italia (bandiera) | A     | Italo Rossi       |
|    | Italia (bandiera) | C     | Antonio Severi    |
|    | Italia (bandiera) | A     | Franco Torresani  |
|    | Italia (bandiera) | P     | Angelo Uboldi     |
|    | Italia (bandiera) | A     | Giuseppe Ugolini  |
|    | Italia (bandiera) | C     | Mario Vergani     |